# Vyjasnění po zimní bouři, národní park Yosemite
Vyjasnění po zimní bouři, národní park Yosemite, Kalifornie (anglicky: Clearing Winter Storm, Yosemite National Park, California) je černobílá fotografie, kterou pořídil Ansel Adams asi v roce 1937. Je součástí série fotografií krajin, které Adams pořídil od 30. let 20. století z vyhlídky Inspiration Point v Yosemitském údolí.

## Historie a popis
Stala se nejslavnější fotografií pořízenou Adamsem v Yosemitském národním parku, zobrazující několik přírodních památek viditelných z tohoto vyhlídkového bodu, jmenovitě El Capitan, vodopády Bridalveil Falls, Cathedral Rocks a Half Dome, které jsou vidět vlevo, všechny se také objevují na některých další fotografiích autora. Některé z jeho raných fotografií zobrazují tuto krajinu v létě, ale tato byla jasně pořízena v zimě. Okamžik, kdy se sněhová bouře vyjasňuje a umožňuje pohled na majestátní krajinu Yosemitského údolí s jejich odkazy a viditelnou vegetací, stále pokrytou sněhem, učinil z této fotografie jednu z jeho nejpamátnějších.
Adams uvedl: „Když jsem žil v Yosemite, měl jsem skvělou příležitost sledovat světlo a bouře a doufal, že se vždy setkám se vzrušujícími situacemi. Během let došlo ke stovkám velkolepých povětrnostních událostí, ale příležitosti k jejich fotografování byly omezeny náhodami času a místa...“ Adams pořídil snímek v prosinci, pravděpodobně v roce 1937, právě když se déšť změnil na sněhovou bouři, která začínala odcházet. Vysvětlil, že jeho úhel pohledu byl částečně motivován krajinou: „Na tomto místě se člověk nemůže posunout o více než sto stop doleva, aniž by dosáhl okraje téměř kolmých útesů nad řekou Merced. Posunutí o stejnou vzdálenost doprava by výhled zakryla zástěna stromů nebo vyžadovalo nepraktickou pozici na silnici. Postup vpřed by vyvolal katastrofu na velmi strmém svahu spadajícím na východ.“

## Datování fotografie
Při určování času, kdy byla fotografie pořízena, došlo ke kontroverzi, protože Adams poskytoval protichůdné informace. Ve své knize Examples: The Making of 40 Photographs (1983) tvrdí, že byla pořízena v roce 1940. Ve své následující knize Ansel Adams: An Autobiography (1984) uvádí, že pochází z roku 1944. Toto datum bylo přijímáno, dokud nebyl v Sotheby's v roce 2005 prodán raný tisk s datem 1938. Mary Street Alinderová navrhla datum prosinec 1935 v souladu s pátráním Donalda W. Olsona.

## Trh s uměním
Tisk fotografie ve velikosti nástěnné malby se v červnu 2010 prodal v Sotheby's New York za 722 500 amerických diolarů, což z něj tehdy činilo nejvyšší cenu, jakou dosáhla fotografie Ansela Adamse.

## Veřejné sbírky
Tisky fotografie jsou v několika veřejných sbírkách, jako jsou například: Muzeum moderního umění v New Yorku, Metropolitní muzeum umění v New Yorku, Národní galerie ve Washingtonu, DC, Muzeum umění ve Filadelfii, Institut umění v Chicagu, Muzeum J. Paula Gettyho v Los Angeles a Toledo Museum of Art.